# Futari Dake no Ceremony
Singles de Yukiko Okada
-Dreaming Girl- Koi, Hajimemashite
(21 septembre 1984) Summer Beach
(17 avril 1985)
Futari Dake no Ceremony (二人だけのセレモニー, trad. « Une cérémonie seulement pour toi et moi ») est le 4e single de la chanteuse Yukiko Okada sorti en janvier 1985.

## Détails
Le single sort le 16 janvier 1985 initialement sous format vinyle, quatre mois après le single précédent d'Okada -Dreaming Girl- Koi, Hajimemashite. Il atteint la 4e place du classement hebdomadaire des ventes de l'Oricon.
Il comprend deux titres seulement : la chanson-titre Futari Dake no Ceremony écrite par Jun Natsume, composée par Ami Ozaki (qui s'occupera d'écrire et de composer la chanson-titre du prochain single Summer Beach) et arrangée par Masataka Matsutōya ainsi qu'une chanson en face B PRIVATE RED écrite par Kumiko Yoshizawa et composée par Mayumi Horikawa.
La chanson-titre Futari Dake no Ceremony porte sur le thème du mariage et est par la suite utilisée comme spot publicitaire pour la marque de fabricant japonais de matériel électronique et informatique Toshiba U30 "Let's chat". La chanson figurera elle seule, sous une version remaniée, sur le deuxième album d'Okada FAIRY.
Elle figurera peu après, avec sa face B et sous sa version originale, sur la deuxième compilation Okurimono II quelques mois plus tard en décembre 1985, dix-sept ans plus tard sur All Songs Request en mai 2002 et elle seule sur The Premium Best Okada Yukiko plus récemment en 2012. La chanson figurera également en double (en fait sous ses deux versions) sur le coffret 84-86 Bokura no Best SP Okada Yukiko CD/DVD-Box [Okurimono III] de 2002.

## Liste des titres
| 1.   | Futari Dake no Ceremony (二人だけのセレモニー) | 3:36 |
| 2.   | Private Red (PRIVATE RED)                      | 3:14 |
| 6:50 |                                                |      |